# Charlie Hogan
Charles Hogan (23 tháng 4 năm 1926 – 25 tháng 10 năm 1992) là một cầu thủ bóng đá người Anh từng thi đấu ở vị trí tiền vệ chạy cánh phải tại Football League cho Bury, Accrington Stanley, Southport và Rochdale. Ông cũng thi đấu cho đội bóng tại Lancashire Combination Wigan Athletic, có 4 lần ra sân ở giải vô địch trong mùa giải 1953–54. Ông kết hôn và có bốn người con: Elizabeth, John, Carmel và Simon.